# Проспект
Проспектът (на латински: pro spectus – изглед напред, изглед към бъдещето) е дълга, права и широка улица в град. Названието е използвано най-вече в Русия.
Според строителните регламенти проспектът не принадлежи към типологията на улиците, изборът една улица да бъде наречена „проспект“ е произволен. Универсалната десетична класификация го поставя в групата с код 625.712.1 (Магистрални пътища. Автомагистрали. Проспекти. Околовръстни пътища. Градски магистрали).
Основни характеристики на проспекта са неговата ширина, дължина, мястото му в йерархията на другите улици. По принцип проспекти се наричат най-важните централни улици в големите градове или такива, които свързват важните части на града – например голям микрорайон или група от микрорайони с центъра на града.
Думата „проспект“ се появява в руския език през XVIII век, при строителството на Санкт Петербург. Първоначално широките прави улици на строящата се нова столица се наричали першпективы, след това било въведено съвременното название. Например Невски проспект в първите години на съществуването си бил наричан: Першпективная дорога к Невскому монастырю, Большая першпективная дорога, Большая Невская першпектива, Невская першпектива. Съвременното си наименование получава едва през 1780-те години.